# Arthur Witty
Arthur Witty Cotton (* 1878 in Barcelona; † 7. November 1969 ebenda) war ein spanisch-englischer Fußballspieler, -funktionär und Geschäftsmann.

## Karriere

### Jugend
Arthur Witty war der Sohn des britischen Unternehmers Frederick Witty, der 1873 in Barcelona eine Reederei eröffnet hatte. Nachdem Arthur und sein Bruder Ernest in der Merchant Taylors' School in Crosby zur Schule gegangen waren, kehrten sie nach Barcelona zurück, um in das Geschäft ihres Vaters einzusteigen. Arthur hatte zu Schulzeiten als Stürmer in der Rugby-Mannschaft fungiert; da er bei seiner Rückkehr nach Barcelona keine Rugby-Plätze vorfand, organisierte er zusammen mit seinem Bruder Fußballspiele für Firmen-Mannschaften. Sein Bruder Ernest, der ein hervorragender Tennisspieler war und 1899 einen der ersten Tennisklubs in Barcelona gründete, lernte auf dem Tennisplatz den Schweizer und späteren Gründer des FC Barcelona, Joan Gamper, kennen.

### Spieler
Als Gamper am 29. November 1899 den Football Club Barcelona gründete, dauerte es nicht lang, bis sich die Witty-Brüder dem Verein anschlossen. Beim ersten Spiel des FC Barcelona wirkte Arthur noch für die gegnerische Mannschaft mit, die aus ortsansässigen Briten bestand, und erzielte auch den Treffer zum 1:0-Endstand. Bei der zweiten Partie am Weihnachtsabend 1899 spielte Witty bereits auf Seiten des FC Barcelona gegen den SC Català und steuerte zum 3:1-Sieg seiner Mannschaft ein Tor bei. Ab 1900 existierten in Katalonien genügend Klubs, um einen offiziellen Wettbewerb, die Copa Macaya, ins Leben rufen zu können. Bei der zweiten Auflage des Turniers im Jahr 1902 gewann der FC Barcelona dort seinen ersten Titel. In jenem Jahr erhielt der FC Barcelona auch eine Einladung zum ersten nationalen spanischen Pokal, zur Copa de la Coronación. Dort erreichte Barça das Finale, nachdem im Halbfinale das heutige Real Madrid mit 3:1 besiegt wurde. Im Endspiel gehörte Witty der Startformation an, sein Team unterlag den Basken von Club Vizcaya mit 1:2. Insgesamt bestritt Witty bis 1905 74 Spiele für den FC Barcelona und gewann dabei je ein Mal die Copa Macaya, die Copa Barcelona und die Campionat de Catalunya.

### Präsident
Bereits als Spieler gehörte Witty unter der Präsidentschaft von Bartomeu Terradas dem Vereinsvorstand an. Am 17. September 1903 übernahm Witty das Präsidentenamt des FC Barcelona  und machte sich dort seine Geschäftskontakte zu Nutze, um Bälle, Tornetze und Schiedsrichterpfeifen für den Verein zu importieren. In dieser Zeit führte Witty einige junge Talente zur Mannschaft, darunter Carles Comamala, José Quirante und Romà Forns. In der katalanischen Meisterschaft dominierte Stadtrivale RCD Español das Geschehen, so dass unter Witty als Präsident nur eine katalanische Meisterschaft gewonnen werden konnte. Unter Witty spielte Barcelona sein erstes internationales Match gegen Stade Olympique of Toulouse und trat beim Aufeinandertreffen am 1. Mai 1904 erstmals zu einem Auswärtsspiel außerhalb Spaniens an. 1905 sah sich Witty gezwungen dem Verein eine neue Heimspielstätte zu verschaffen, da auf dem Camp de la Carretera d'Horta Bürogebäude errichtet werden sollten. Seine neue Spielstätte fand der Verein auf dem Camp del Carrer Muntaner. Fast acht Monate später, am 6. Oktober 1905, trat Witty als Präsident zurück.

### Geschäftsmann
Im Jahr 1924 waren die Witty-Brüder in einem Skandal verwickelt, der sich 1924 im Camp de Les Corts ereignete. Die beiden Brüder hatten eine Kapelle der britischen Royal Marines angestellt, vor dem Heimspiel des FC Barcelona die spanische Nationalhymne zu spielen. Die Barça-Fans reagierten darauf mit Pfiffen; infolgedessen ließ die Kapelle die englische Nationalhymne ertönen und erhielt Applaus vom Publikum. Der faschistische Diktator Primo de Riveras ließ das Stadion daraufhin für mehrere Monate schließen. Die Witty-Brüder gehen aufgrund dieser Politisierung zunehmend auf Distanz zum FC Barcelona. Zusammen mit seinem Sohn Frederick widmete er sich anschließend wieder seiner heute noch bestehenden Firma, der Witty S.A, und platzierte in den 1930ern Marken wie Cadbury, Johnnie Walker und Unilever erstmals auf dem spanischen Markt.

## Erfolge
Spieler
- Copa Macaya/Copa Barcelona/Campionat de Catalunya (3): 1902, 1903, 1905

Präsident
- Campionat de Catalunya (1): 1905